# Labidocera brunescens
Labidocera brunescens är en kräftdjursart som först beskrevs av Voldemar Czerniavsky.  Labidocera brunescens ingår i släktet Labidocera och familjen Pontellidae. Inga underarter finns listade i Catalogue of Life.